# إرنست إيفرت جاست
إرنست إيفرت جاست (بالإنجليزية: Ernest Everett Just)‏ هو عالم الأحياء البحرية وأحيائي أمريكي، ولد في 14 أغسطس 1883 في تشارلستون في الولايات المتحدة، وتوفي في 27 أكتوبر 1941 في واشنطن العاصمة في الولايات المتحدة بسبب سرطان البنكرياس.

## وصلات خارجية
- إرنست إيفرت جاست على موقع إن إن دي بي (الإنجليزية)